# Liste der Kulturdenkmale in Großschönau (N–Z)

Wappen von Großschönau

In der Liste der Kulturdenkmale in Großschönau (N–Z) sind die Kulturdenkmale des Ortsteils Großschönau der Gemeinde Großschönau verzeichnet, die bis September 2024 vom Landesamt für Denkmalpflege Sachsen erfasst wurden (ohne archäologische Kulturdenkmale) und deren Straßenname mit den entsprechenden Anfangsbuchstaben beginnt. Die Anmerkungen sind zu beachten.
Diese Liste ist eine Teilliste der Liste der Kulturdenkmale in Großschönau (Sachsen).

## Liste der Kulturdenkmale in Großschönau (N–Z)
| Bild                                    | Bezeichnung | Lage                                        | Datierung | Beschreibung | ID       |
| --------------------------------------- | --- | ------------------------------------------- | --- | --- | -------- |
| Weitere Bilder                          | Fabrikantenvilla mit Einfriedung und parkähnlichem Garten | Neuschönauer Straße 2b (Karte)              | Um 1900 | Historisierend mit neobarocken Stilelementen, baugeschichtlich von Bedeutung | 09272694 |
| Weitere Bilder                          | Wohnhaus (Umgebinde) | Neuschönauer Straße 17 (Neuschönau) (Karte) | Vermutlich um 1800 | Doppelstubenhaus, baugeschichtlich und sozialgeschichtlich von Bedeutung | 09272685 |
| Weitere Bilder                          | Wohnhaus (Umgebinde) | Neuschönauer Straße 19 (Neuschönau) (Karte) | Vermutlich um 1800 | Doppelstubenhaus, baugeschichtlich und sozialgeschichtlich von Bedeutung | 09272686 |
| Weitere Bilder                          | Wohnhaus (Umgebinde) | Neuschönauer Straße 21 (Neuschönau) (Karte) | Vermutlich um 1800 | Doppelstubenhaus, baugeschichtlich und sozialgeschichtlich von Bedeutung | 09272687 |
| Weitere Bilder                          | Wohnhaus (Umgebinde) | Neuschönauer Straße 23 (Neuschönau) (Karte) | Vermutlich um 1800 | Baugeschichtlich und sozialgeschichtlich von Bedeutung, großer rückwärtiger Flügel mit Fachwerk-Obergeschoss | 09272688 |
| Weitere Bilder                          | Wohnhaus (Umgebinde) | Neuschönauer Straße 25 (Neuschönau) (Karte) | Vermutlich Ende 18. Jahrhundert | Baugeschichtlich und sozialgeschichtlich von Bedeutung | 09272689 |
| Weitere Bilder                          | Wohnhaus (Umgebinde) | Neuschönauer Straße 27 (Neuschönau) (Karte) | Vermutlich um 1800 | Doppelstubenhaus, baugeschichtlich und sozialgeschichtlich von Bedeutung | 09272690 |
| Direkt Bild zu diesem Denkmal hochladen | Wohnhaus (Umgebinde) | Neuschönauer Straße 39 (Neuschönau) (Karte) | Bezeichnet mit 1783 im Türstock | Eingeschossig, baugeschichtlich und sozialgeschichtlich von Bedeutung | 09272673 |
| Weitere Bilder                          | Basaltwildpflaster (Haupt- und Seitenstrang) | Niedere Mühlwiese (Karte)                   | Anfang 19. Jahrhundert | Orts- und verkehrsgeschichtliche Bedeutung | 08992400 |
| Weitere Bilder                          | Wohnhaus (Umgebinde) und Nebengebäude, dazu der dahinter verlaufende gemauerte Mühlgraben der Lausur | Niedere Mühlwiese 1 (Karte)                 | Vermutlich 2. Hälfte 18. Jahrhundert                                                                                                | Baugeschichtlich und sozialgeschichtlich von Bedeutung | 09272399 |
| Weitere Bilder                          | Wohnhaus (Umgebinde) | Niedere Mühlwiese 2 (Karte)                 | Etwa um 1800 | Doppelstubenhaus, baugeschichtlich und sozialgeschichtlich von Bedeutung | 09272400 |
| Weitere Bilder                          | Wohnhaus (Umgebinde), dazu der dahinter verlaufende gemauerte Mühlgraben der Lausur und der Treppenaufgang zur Ebene der Kirchstraße                                                                         | Niedere Mühlwiese 3 (Karte)                 | Vermutlich Mitte 19. Jahrhundert, im Kern älter                                                                                     | Doppelstubenhaus, baugeschichtlich und sozialgeschichtlich von Bedeutung | 09272398 |
| Weitere Bilder                          | Wohnhaus (Umgebinde) | Niedere Mühlwiese 4 (Karte)                 | Etwa frühes 18. Jahrhundert | Doppelstubenhaus, Ständerbau, baugeschichtlich und hausgeschichtlich von Bedeutung | 09272397 |
| Weitere Bilder                          | Wohnhaus (Umgebinde), dazu der dahinter verlaufende gemauerte Mühlgraben der Lausur | Niedere Mühlwiese 5 (Karte)                 | Bezeichnet mit 1798 im Türstock | Baugeschichtlich und sozialgeschichtlich von Bedeutung | 09272396 |
| Weitere Bilder                          | Wohnhaus mit Einfriedung und gemauertem Mühlgraben | Niedere Mühlwiese 7 (Karte)                 | Um 1900 | Baugeschichtlich von Bedeutung | 09272492 |
| Weitere Bilder                          | Wohnhaus (Umgebinde) und Scheune einer Faktorei | Niedere Mühlwiese 8 (Karte)                 | Mitte 18. Jahrhundert | Wohnhaus Doppelstubenhaus, Fachwerkscheune, baugeschichtlich, sozialgeschichtlich und wirtschaftsgeschichtlich von Bedeutung | 09272392 |
| Weitere Bilder                          | Wohnhaus (Umgebinde) | Niedere Mühlwiese 9 (Karte)                 | Vermutlich 1. Hälfte 19. Jahrhundert                                                                                                | Baugeschichtlich und sozialgeschichtlich von Bedeutung | 09272393 |
| Weitere Bilder                          | Wohnhaus (Umgebinde) | Niedere Mühlwiese 10 (Karte)                | Bezeichnet mit 1804 im Türstock | Doppelstubenhaus, baugeschichtlich und sozialgeschichtlich von Bedeutung | 09272394 |
| Weitere Bilder                          | Wohnhaus (Umgebinde) | Niedere Mühlwiese 11 (Karte)                | Vermutlich 1. Hälfte 19. Jahrhundert                                                                                                | Doppelstubenhaus, baugeschichtlich und sozialgeschichtlich von Bedeutung | 09272395 |
| Weitere Bilder                          | Wohnhaus (Umgebinde) | Niedere Mühlwiese 14 (Karte)                | Vermutlich um 1800 | Baugeschichtlich und sozialgeschichtlich von Bedeutung | 09272387 |
| Weitere Bilder                          | Wohnhaus (Umgebinde) | Niedere Mühlwiese 15 (Karte)                | Vermutlich 1. Hälfte 19. Jahrhundert                                                                                                | Baugeschichtlich und sozialgeschichtlich von Bedeutung | 09272388 |
| Weitere Bilder                          | Wohnhaus (Umgebinde) | Niedere Mühlwiese 16 (Karte)                | Vermutlich um 1800 | Doppelstubenhaus, baugeschichtlich und sozialgeschichtlich von Bedeutung | 09272389 |
| Weitere Bilder                          | Wohnhaus (Umgebinde) | Niedere Mühlwiese 19 (Karte)                | Vermutlich 1. Hälfte 19. Jahrhundert                                                                                                | Doppelstubenhaus, aufwendiger Dachhecht mit stehenden Fenstern, profilierter Sandstein-Türstock, baugeschichtlich und sozialgeschichtlich von Bedeutung. Ehemals mit denkmalgeschütztem Ladeneinbau und massivem Seitenflügel, dieser zwischen 2017 und 2019 abgerissen. | 09272390 |
| Weitere Bilder                          | Wohnhaus (Umgebinde) | Niedere Mühlwiese 20 (Karte)                | 1738 | Baugeschichtlich und sozialgeschichtlich von Bedeutung | 09272391 |
| Weitere Bilder                          | Wohnhaus (Umgebinde) | Niederer Mandauweg 1 (Karte)                | Mitte 18. Jahrhundert | Doppelstubenhaus, baugeschichtlich und sozialgeschichtlich von Bedeutung | 09272539 |
| Weitere Bilder                          | Wohnhaus (Umgebinde) mit Einfriedung und zwei Steinbänke | Niederer Mandauweg 2 (Karte)                | Vermutlich 1. Hälfte 18. Jahrhundert                                                                                                | Doppelstubenhaus, Ständerbau, am Eingang ornamentierte Sandsteinsäulen mit Platte und Kugel, zwei Sitzbänke aus Sandstein, baugeschichtlich und sozialgeschichtlich von Bedeutung | 09272540 |
|                                         | Wohnhaus (Umgebinde) | Niederer Mandauweg 4 (Karte)                | 1. Hälfte 19. Jahrhundert | Eingeschossig, baugeschichtlich und sozialgeschichtlich von Bedeutung | 09272541 |
| Weitere Bilder                          | Wohnhaus (Umgebinde) | Niederer Mandauweg 8 (Karte)                | Um 1800 | Baugeschichtlich und sozialgeschichtlich von Bedeutung | 09272542 |
|                                         | Wohnhaus (Umgebinde) mit angebauter Scheune | Niederer Mandauweg 9 (Karte)                | 1. Hälfte 18. Jahrhundert | Doppelstubenhaus, baugeschichtlich und wirtschaftsgeschichtlich von Bedeutung | 09272567 |
|                                         | Wohnhaus (Umgebinde) | Niederer Mandauweg 10 (Karte)               | Mitte 18. Jahrhundert | Doppelstubenhaus, baugeschichtlich und sozialgeschichtlich von Bedeutung | 09272568 |
| Direkt Bild zu diesem Denkmal hochladen | Wohnhaus (Umgebinde) | Niederer Mandauweg 12 (Karte)               | Ende 18. Jahrhundert | Baugeschichtlich und sozialgeschichtlich von Bedeutung | 09272569 |
|                                         | Wohnhaus (Umgebinde) und kleine Scheune (Ständerbau) | Niederer Mandauweg 15 (Karte)               | Bezeichnet mit 1780 (Wohnhaus); Ende 18. Jahrhundert (Scheune)                                                                      | Baugeschichtlich und sozialgeschichtlich von Bedeutung | 09272570 |
| Weitere Bilder                          | Wohnstallhaus (Umgebinde) mit rückwärtigem Anbau | Niederer Mandauweg 17 (Karte)               | Anfang 18. Jahrhundert | Libellenschnitt an der Saumschwelle, Andreaskreuze, baugeschichtlich und sozialgeschichtlich von Bedeutung | 09272571 |
| Weitere Bilder                          | Wohnhaus (Umgebinde) | Niederer Mandauweg 18 (Karte)               | Mitte 18. Jahrhundert | Doppelstubenhaus, baugeschichtlich und sozialgeschichtlich von Bedeutung | 09272572 |
| Weitere Bilder                          | Wohnhaus (Umgebinde) | Niederer Mandauweg 19 (Karte)               | Vermutlich 1. Hälfte 19. Jahrhundert                                                                                                | Baugeschichtlich und sozialgeschichtlich von Bedeutung | 09272573 |
| Direkt Bild zu diesem Denkmal hochladen | Wohnhaus (Umgebinde) | Niederer Mandauweg 20 (Karte)               | 1. Hälfte 19. Jahrhundert | Baugeschichtlich und sozialgeschichtlich von Bedeutung | 09272574 |
| Weitere Bilder                          | Wohnhaus (Umgebinde) | Niederer Mandauweg 21 (Karte)               | 1. Hälfte 19. Jahrhundert | Doppelstubenhaus, baugeschichtlich und sozialgeschichtlich von Bedeutung | 09272575 |
| Direkt Bild zu diesem Denkmal hochladen | Wohnhaus (Umgebinde) | Niederer Mandauweg 22 (Karte)               | 1. Hälfte 19. Jahrhundert | Baugeschichtlich und sozialgeschichtlich von Bedeutung | 09272576 |
| Direkt Bild zu diesem Denkmal hochladen | Wohnhaus (Umgebinde) | Niederer Mandauweg 23 (Karte)               | Um 1800 | Doppelstubenhaus, baugeschichtlich und sozialgeschichtlich von Bedeutung | 09272577 |
| Direkt Bild zu diesem Denkmal hochladen | Wohnhaus (Umgebinde) | Niederer Mandauweg 24 (Karte)               | Im Kern um 1800 | Baugeschichtlich und sozialgeschichtlich von Bedeutung | 09272578 |
| Direkt Bild zu diesem Denkmal hochladen | Wohnhaus (Umgebinde) | Niederer Mandauweg 25 (Karte)               | 2. Hälfte 18. Jahrhundert | Eingeschossiges Doppelstubenhaus, baugeschichtlich und sozialgeschichtlich von Bedeutung | 09272579 |
| Weitere Bilder                          | Wohnhaus (Umgebinde) | Niederer Mandauweg 26 (Karte)               | Im Kern Mitte 18. Jahrhundert | Eingeschossiges Doppelstubenhaus, baugeschichtlich und sozialgeschichtlich von Bedeutung | 09272580 |
| Weitere Bilder                          | Einbogenbrücke über die Mandau | Obere Mandaustraße (Karte)                  | Bezeichnet mit 1881 | Baugeschichtlich und verkehrsgeschichtlich von Bedeutung | 09272210 |
| Weitere Bilder                          | Wohnhaus (Umgebinde) und zwei große Steine zur Wagenrad-Bereifung (Obere Schmiede) | Obere Mandaustraße 1 (Karte)                | Um 1800 | Baugeschichtlich und sozialgeschichtlich von Bedeutung | 09272224 |
| Weitere Bilder                          | Wohnhaus (Umgebinde) | Obere Mandaustraße 5 (Karte)                | Um 1840 | Doppelstubenhaus, baugeschichtlich und sozialgeschichtlich von Bedeutung | 09272222 |
| Weitere Bilder                          | Wohnhaus (Umgebinde) | Obere Mandaustraße 6 (Karte)                | 1. Hälfte 19. Jahrhundert | Baugeschichtlich und sozialgeschichtlich von Bedeutung | 09272220 |
|                                         | Wohnhaus (Umgebinde) | Obere Mandaustraße 7 (Karte)                | 1. Hälfte 19. Jahrhundert | Baugeschichtlich und sozialgeschichtlich von Bedeutung | 09272221 |
|                                         | Wohnhaus (Umgebinde), Seitengebäude und Scheune | Obere Mandaustraße 8 (Karte)                | 1. Hälfte 19. Jahrhundert | Baugeschichtlich und wirtschaftsgeschichtlich von Bedeutung | 09272219 |
| Direkt Bild zu diesem Denkmal hochladen | Wohnhaus | Obere Mandaustraße 11 (Karte)               | 18. Jahrhundert | Obergeschoss Fachwerk mit Andreaskreuzen, ehem. Umgebindehaus, baugeschichtlich und sozialgeschichtlich von Bedeutung | 09272216 |
| Direkt Bild zu diesem Denkmal hochladen | Wohnhaus (Umgebinde) mit Scheune | Obere Mandaustraße 12 (Karte)               | Nach 1800 | Doppelstubenhaus, baugeschichtlich und sozialgeschichtlich von Bedeutung | 09272215 |
|                                         | Wohnhaus (Umgebinde) | Obere Mandaustraße 14 (Karte)               | Um 1800 | Doppelstubenhaus, baugeschichtlich und sozialgeschichtlich von Bedeutung | 09272214 |
|                                         | Wohnhaus (Umgebinde) | Obere Mandaustraße 15 (Karte)               | Um 1800 | Doppelstubenhaus, baugeschichtlich und sozialgeschichtlich von Bedeutung | 09272213 |
|                                         | Wohnhaus (Umgebinde) | Obere Mandaustraße 16 (Karte)               | Um 1800 | Baugeschichtlich und sozialgeschichtlich von Bedeutung | 09272212 |
|                                         | Wohnhaus (Umgebinde) | Obere Mandaustraße 20 (Karte)               | Um 1800 | Doppelstubenhaus, baugeschichtlich und sozialgeschichtlich von Bedeutung | 09272209 |
|                                         | Wohnhaus (Umgebinde) | Obere Mandaustraße 21 (Karte)               | Um 1800 | Baugeschichtlich und sozialgeschichtlich von Bedeutung | 09272208 |
| Direkt Bild zu diesem Denkmal hochladen | Wohnhaus (Umgebinde) | Obere Mandaustraße 22 (Karte)               | Um 1800 | Baugeschichtlich und sozialgeschichtlich von Bedeutung | 09272207 |
|                                         | Spritzenhaus | Obere Mandaustraße 23 (neben) (Karte)       | Um 1900 | Klinkergebäude, ortsgeschichtlich von Bedeutung | 09304605 |
|                                         | Wohnhaus (Umgebinde) | Obere Mandaustraße 23a (Karte)              | Um 1800 | Baugeschichtlich und sozialgeschichtlich von Bedeutung | 09272206 |
| Direkt Bild zu diesem Denkmal hochladen | Wohnhaus (Umgebinde) | Obere Mandaustraße 25 (Karte)               | 1. Hälfte 18. Jahrhundert | Eingeschossig, baugeschichtlich und sozialgeschichtlich von Bedeutung | 09272205 |
|                                         | Wohnhaus (Umgebinde) | Obere Mandaustraße 26 (Karte)               | Um 1800 | Doppelstubenhaus, baugeschichtlich und sozialgeschichtlich von Bedeutung | 09272204 |
| Weitere Bilder                          | Wohnhaus (Umgebinde), Färberhäuschen (Obergeschoss Fachwerk), Einfriedung und Brunnen | Obere Mandaustraße 27 (Karte)               | Bezeichnet mit 1807 (Wohnhaus); vermutlich 1. Hälfte 19. Jahrhundert (Seitengebäude)                                                | Doppelstubenhaus, baugeschichtlich und sozialgeschichtlich von Bedeutung | 09272203 |
|                                         | Wohnhaus (Umgebinde) | Obere Mandaustraße 28 (Karte)               | 1. Hälfte 19. Jahrhundert | Baugeschichtlich und sozialgeschichtlich von Bedeutung | 09272201 |
|                                         | Wohnhaus (Umgebinde) | Obere Mandaustraße 29 (Karte)               | 1. Hälfte 19. Jahrhundert | Baugeschichtlich und sozialgeschichtlich von Bedeutung | 09272200 |
|                                         | Basaltwildpflaster | Obere Mühlwiese (Karte)                     | Anfang 19. Jahrhundert | Orts- und verkehrsgeschichtliche Bedeutung | 08992399 |
| Weitere Bilder                          | Wohnhaus (Umgebinde) | Obere Mühlwiese 1 (Karte)                   | Im Kern 2. Hälfte 18. Jahrhundert; um 1840                                                                                          | Baugeschichtlich und sozialgeschichtlich von Bedeutung | 09272591 |
| Weitere Bilder                          | Wohnhaus (Umgebinde) mit Ladeneinbau sowie angebautes Klinkergebäude | Obere Mühlwiese 2 (Karte)                   | Um 1840 | Baugeschichtlich und straßenbildprägend von Bedeutung | 09272592 |
| Weitere Bilder                          | Wohnhaus (Umgebinde) | Obere Mühlwiese 4 (Karte)                   | 2. Hälfte 18. Jahrhundert | Baugeschichtlich und sozialgeschichtlich von Bedeutung | 09272593 |
| Weitere Bilder                          | Wohnhaus (Umgebinde) mit Torpfeilern | Obere Mühlwiese 5 (Karte)                   | Anfang 18. Jahrhundert | Doppelstubenhaus, baugeschichtlich, hausgeschichtlich und sozialgeschichtlich von Bedeutung | 09272590 |
| Weitere Bilder                          | Wohnhaus (Umgebinde) | Obere Mühlwiese 6 (Karte)                   | Mitte 18. Jahrhundert | Baugeschichtlich und sozialgeschichtlich von Bedeutung | 09272597 |
| Weitere Bilder                          | Wohnhaus (Umgebinde) | Obere Mühlwiese 7 (Karte)                   | 2. Hälfte 18. Jahrhundert | Doppelstubenhaus, baugeschichtlich und sozialgeschichtlich von Bedeutung | 09272594 |
| Weitere Bilder                          | Villa mit Villengarten und Einfriedung | Obere Mühlwiese 8 (Karte)                   | Um 1870 | Baugeschichtlich und städtebaulich von Bedeutung | 09272601 |
| Weitere Bilder                          | Wohnhaus (Umgebinde) | Obere Mühlwiese 9 (Karte)                   | Mitte 18. Jahrhundert | Baugeschichtlich und sozialgeschichtlich von Bedeutung | 09272595 |
|                                         | Wohnhaus | Obere Mühlwiese 11 (Karte)                  | Mitte 18. Jahrhundert | Einstiger Umgebinde-Ständerbau, im Obergeschoss im Giebel noch Kreuzstreben, baugeschichtlich und sozialgeschichtlich von Bedeutung | 09272596 |
| Weitere Bilder                          | Wohnhaus (Umgebinde) und Einfriedung einer Faktorei | Obere Mühlwiese 15 (Karte)                  | 1801 Dendrochronologie | Türstock und Podest aus Sandstein, originale Haustür, baugeschichtlich, hausgeschichtlich und wirtschaftsgeschichtlich von Bedeutung | 09272598 |
| Weitere Bilder                          | Wohnhaus (Umgebinde) | Obere Mühlwiese 17 (Karte)                  | Vermutlich 2. Hälfte 18. Jahrhundert                                                                                                | Doppelstubenhaus, baugeschichtlich und sozialgeschichtlich von Bedeutung | 09272599 |
|                                         | Wohnhaus (Umgebinde) | Obere Mühlwiese 19 (Karte)                  | Vermutlich 2. Hälfte 18. Jahrhundert                                                                                                | Doppelstubenhaus, baugeschichtlich und sozialgeschichtlich von Bedeutung | 09272600 |
| Weitere Bilder                          | Wohnhaus (Umgebinde) | Obere Mühlwiese 21 (Karte)                  | Vermutlich 2. Hälfte 18. Jahrhundert                                                                                                | Doppelstubenhaus, baugeschichtlich und sozialgeschichtlich von Bedeutung | 09272602 |
| Weitere Bilder                          | Wohnhaus (Umgebinde) | Prof.-Krumbholz-Straße 1 (Karte)            | Ende 18. Jahrhundert | Doppelstubenhaus, baugeschichtlich und straßenbildprägend von Bedeutung | 09272586 |
| Weitere Bilder                          | Textilfabrik Frottana mit einem langen Flügel entlang der Straße und einem im Osten davon abwinkelnden Flügel (Nr. 12) sowie das dahinter eingeschlossene Fabrikgebäude (Nr. 10a)                            | Prof.-Krumbholz-Straße 10a, 12 (Karte)      | Um 1905 | Baugeschichtlich und industriegeschichtlich von Bedeutung | 09303300 |
|                                         | Wohnhaus (Umgebinde) | Richard-Goldberg-Straße 2 (Karte)           | Bezeichnet mit 1802 im Türstock | Baugeschichtlich und sozialgeschichtlich von Bedeutung | 09272288 |
|                                         | Wohnhaus (Umgebinde) | Richard-Goldberg-Straße 3 (Karte)           | Bezeichnet mit 1832 im Granit–Türstock                                                                                              | Baugeschichtlich und sozialgeschichtlich von Bedeutung | 09272287 |
|                                         | Wohnhaus (Umgebinde) | Richard-Goldberg-Straße 6 (Karte)           | Etwa um 1800 | Doppelstubenhaus, baugeschichtlich und sozialgeschichtlich von Bedeutung | 09272286 |
| Direkt Bild zu diesem Denkmal hochladen | Doppelwohnhaus | Richard-Goldberg-Straße 12, 14 (Karte)      | Um 1920 | Siedlerhaus im Heimatstil, rechts die 12, links die 14, baugeschichtlich von Bedeutung | 09272284 |
| Direkt Bild zu diesem Denkmal hochladen | Wohnhaus | Richard-Goldberg-Straße 20 (Karte)          | Um 1930 | Zeittypischer Bau mit vielen Details, baugeschichtlich von Bedeutung | 09272283 |
|                                         | Wohnhaus (Umgebinde) | Richard-Goldberg-Straße 21 (Karte)          | Um 1900 | Eingeschossig, baugeschichtlich und sozialgeschichtlich von Bedeutung | 09272281 |
| Weitere Bilder                          | Scheune eines Parallelhofes | Richard-Goldberg-Straße 26 (Karte)          | Vermutlich 18. Jahrhundert | Drei Seiten des langen Baukörpers mit klassischem Kreuzstrebengefüge, baugeschichtlich und wirtschaftsgeschichtlich von Bedeutung | 09272290 |
| Weitere Bilder                          | Wohnhaus (Umgebinde) | Schafgasse 1 (Karte)                        | 2. Hälfte 18. Jahrhundert | Doppelstubenhaus, baugeschichtlich und sozialgeschichtlich von Bedeutung | 09272512 |
|                                         | Wohnhaus (Umgebinde) | Schafgasse 2 (Karte)                        | 2. Hälfte 18. Jahrhundert | Doppelstubenhaus, baugeschichtlich und sozialgeschichtlich von Bedeutung | 09272511 |
|                                         | Wohnhaus (Umgebinde) mit Mauereinfriedung | Schenaustraße 1 (Karte)                     | Um 1800 | Doppelstubenhaus, baugeschichtlich und sozialgeschichtlich von Bedeutung | 09272344 |
| Weitere Bilder                          | Wohnhaus (Umgebinde) | Schenaustraße 2 (Karte)                     | Um 1800 | Baugeschichtlich und ortsgeschichtlich von Bedeutung | 09272343 |
| Weitere Bilder                          | Wohnhaus mit winkelförmigem Anbau, nordwestlicher Scheune und Hofmauer einer Faktorei (Damastmuseum, Kupferhaus)                                                                                             | Schenaustraße 3 (Karte)                     | Bezeichnet mit 1809 | Gebaut vom Damastfabrikanten Christian David Waentig, baugeschichtlich, sozialgeschichtlich und ortsgeschichtlich von Bedeutung | 09272342 |
|                                         | Reste der Erdgeschossfassade mit Portal und Scheune | Schenaustraße 4 (Karte)                     | Bezeichnet mit 1730 im Portal (Gebäudeteil)                                                                                         | Teils Fachwerk, baugeschichtlich und handwerklich-künstlerisch von Bedeutung | 09272341 |
| Weitere Bilder                          | Wohnhaus (Umgebinde), Seitengebäude und Toreinfahrt einer Faktorei | Schenaustraße 5 (Karte)                     | 1. Hälfte 19. Jahrhundert | Doppelstubenhaus, baugeschichtlich, sozialgeschichtlich und wirtschaftsgeschichtlich von Bedeutung | 09272340 |
| Direkt Bild zu diesem Denkmal hochladen | Wohnhaus (Umgebinde) und Scheune eines Bauernhofes | Schenaustraße 6 (Karte)                     | 18. Jahrhundert | Scheune mit Kreuzstrebenfachwerk, baugeschichtlich und wirtschaftsgeschichtlich von Bedeutung | 09272339 |
| Weitere Bilder                          | Wohnhaus (Umgebinde) | Schenaustraße 8 (Karte)                     | Vermutlich Ende 18. Jahrhundert | Doppelstubenhaus, baugeschichtlich und sozialgeschichtlich von Bedeutung | 09272331 |
| Weitere Bilder                          | Wohnhaus (Umgebinde) | Schenaustraße 9 (Karte)                     | Vermutlich 1. Hälfte 19. Jahrhundert                                                                                                | Doppelstubenhaus, baugeschichtlich und sozialgeschichtlich von Bedeutung | 09272330 |
| Weitere Bilder                          | Wohnhaus (Umgebinde) | Schenaustraße 10 (Karte)                    | Vermutlich 1. Hälfte 19. Jahrhundert                                                                                                | Doppelstubenhaus, baugeschichtlich und sozialgeschichtlich von Bedeutung | 09272329 |
|                                         | Wohnhaus (Umgebinde) | Schenaustraße 12 (Karte)                    | Vermutlich Mitte 19. Jahrhundert | Baugeschichtlich und sozialgeschichtlich von Bedeutung | 09272327 |
| Weitere Bilder                          | Wohnhaus (Umgebinde) mit Ladeneinbau | Schenaustraße 13 (Karte)                    | Im Kern um 1800 | Wohnhaus (Umgebinde) mit Ladeneinbau; Geburtshaus von Ernst Friedrich Richter, Professor, Thomas-Kantor und Lehrer am Konservatorium zu Leipzig, baugeschichtlich und ortsgeschichtlich von Bedeutung | 09272328 |
| Weitere Bilder                          | Wohnhaus (Umgebinde) | Schenaustraße 14 (Karte)                    | Vermutlich 1. Hälfte 19. Jahrhundert                                                                                                | Baugeschichtlich und sozialgeschichtlich von Bedeutung | 09272326 |
| Weitere Bilder                          | Wohnhaus (Umgebinde) | Schenaustraße 16 (Karte)                    | Vermutlich 1. Hälfte 19. Jahrhundert                                                                                                | Doppelstubenhaus, baugeschichtlich und sozialgeschichtlich von Bedeutung | 09272323 |
| Weitere Bilder                          | Wohnhaus (Umgebinde) | Schenaustraße 17 (Karte)                    | Vermutlich Ende 18. Jahrhundert | Baugeschichtlich und sozialgeschichtlich von Bedeutung | 09272324 |
|                                         | Wohnhaus (Umgebinde) mit Ladeneinbau | Schenaustraße 18 (Karte)                    | Im Kern vermutlich 1. Hälfte 19. Jahrhundert                                                                                        | Doppelstubenhaus, Ladenfenster original erhalten aus der Zeit um 1900, baugeschichtlich und sozialgeschichtlich von Bedeutung | 09272322 |
|                                         | Wohnhaus (Umgebinde) mit Hofflügel | Schenaustraße 19 (Karte)                    | Vermutlich um 1800 | Obergeschoss Fachwerk, einst Färberei, baugeschichtlich und sozialgeschichtlich von Bedeutung | 09272321 |
| Direkt Bild zu diesem Denkmal hochladen | Wohnhaus (Umgebinde) | Schenaustraße 22 (Karte)                    | Vermutlich 18. Jahrhundert | Baugeschichtlich und sozialgeschichtlich von Bedeutung | 09272320 |
| Direkt Bild zu diesem Denkmal hochladen | Wohnhaus (ehemals Umgebindehaus) | Schenaustraße 23 (Karte)                    | Im Kern um 1700 | Geburtshaus von Johann Eleazar Schenau, baugeschichtlich und ortsgeschichtlich von Bedeutung | 09272319 |
| Weitere Bilder                          | Einbogenbrücke über die Mandau (Schmiedebrücke) | Schmiedestraße (Karte)                      | Um 1880 | Fast gleichartig mit der Kupferhausbrücke, flacher weiter Bogen in regelmäßigen Sandsteinquadern, Straßenpflaster in Granit, Seitenstreifen in Granitplatten, Säulen aus Granit, genietetes Eisengeländer mit klassizistischer Quadrataufteilung mit Rosette in der Mitte, baugeschichtlich und ortsbildprägend von Bedeutung | 09300488 |
| Weitere Bilder                          | Wohnhaus (Umgebinde) | Schmiedestraße 2 (Karte)                    | 1. Hälfte 19. Jahrhundert | Doppelstubenhaus, baugeschichtlich und sozialgeschichtlich von Bedeutung | 09272462 |
| Direkt Bild zu diesem Denkmal hochladen | Wohnhaus (Umgebinde) | Schmiedestraße 4 (Karte)                    | Vermutlich um 1800 | Doppelstubenhaus, baugeschichtlich und sozialgeschichtlich von Bedeutung | 09272463 |
| Weitere Bilder                          | Methodistenkirche mit Kirchpark | Schmiedestraße 5 (Karte)                    | Nach 1900 (Kirche) | Baugeschichtlich und ortsgeschichtlich von Bedeutung | 09272491 |
| Weitere Bilder                          | Wohnhaus (Umgebinde) | Schmiedestraße 8 (Karte)                    | Vermutlich Ende 18. Jahrhundert | Doppelstubenhaus, baugeschichtlich und sozialgeschichtlich von Bedeutung | 09272465 |
| Weitere Bilder                          | Neuer Friedhof (Sachgesamtheit) | Schreberstraße (Karte)                      | 1889 | Sachgesamtheit Neuer Friedhof mit folgenden Einzeldenkmalen: Parentationshalle, sieben Grabanlagen, zwei Grabmale und Friedhofseinfriedung (siehe Einzeldenkmalliste Obj. 09273204), die Friedhofsgestaltung (Gartendenkmal) sowie der Friedhof als Sachgesamtheitsteil; baugeschichtlich und ortsgeschichtlich von Bedeutung | 09303327 |
| Weitere Bilder                          | Parentationshalle, sieben Grabanlagen, zwei Grabmale und Friedhofseinfriedung (Einzeldenkmale zu ID-Nr. 09303327)                                                                                            | Schreberstraße (Karte)                      | 1889 (Weihe); um 1900 (Grabanlage)                                                                                                  | Einzeldenkmale der Sachgesamtheit Neuer Friedhof; baugeschichtlich, künstlerisch und ortsgeschichtlich von Bedeutung | 09273204 |
| Weitere Bilder                          | Villa mit Garten und Einfriedung | Schreberstraße 1 (Karte)                    | Um 1920 | Baugeschichtlich von Bedeutung | 09272612 |
| Weitere Bilder                          | Zweibogenbrücke über die Mandau | Spitzkunnersdorfer Straße (Karte)           | 19. Jahrhundert | Aus regelmäßigen Sandsteinquadern, stark halbrund vorgebaute Strompfeiler und Eisengeländer, baugeschichtlich und verkehrsgeschichtlich von Bedeutung | 09272225 |
|                                         | Wohnhaus (Umgebinde) | Spitzkunnersdorfer Straße 4 (Karte)         | 18. Jahrhundert | Baugeschichtlich und sozialgeschichtlich von Bedeutung | 09272303 |
|                                         | Wohnhaus (Umgebinde) | Spitzkunnersdorfer Straße 6 (Karte)         | 18. Jahrhundert | Baugeschichtlich und sozialgeschichtlich von Bedeutung | 09272302 |
|                                         | Wohnhaus (Umgebinde) | Spitzkunnersdorfer Straße 7 (Karte)         | Um 1800 | Doppelstubenhaus, baugeschichtlich und sozialgeschichtlich von Bedeutung | 09272300 |
| Weitere Bilder                          | Wohnhaus (Umgebinde) | Spitzkunnersdorfer Straße 8 (Karte)         | Um 1800 | Doppelstubenhaus, baugeschichtlich und sozialgeschichtlich von Bedeutung | 09272298 |
| Direkt Bild zu diesem Denkmal hochladen | Wohnhaus (Umgebinde) | Spitzkunnersdorfer Straße 9 (Karte)         | 1. Hälfte 19. Jahrhundert | Baugeschichtlich und sozialgeschichtlich von Bedeutung | 09272301 |
|                                         | Wohnhaus (Umgebinde) | Spitzkunnersdorfer Straße 11 (Karte)        | Um 1800 | Doppelstubenhaus, baugeschichtlich und sozialgeschichtlich von Bedeutung | 09272299 |
| Direkt Bild zu diesem Denkmal hochladen | Wohnhaus (Umgebinde) | Spitzkunnersdorfer Straße 12 (Karte)        | 18. Jahrhundert | Baugeschichtlich und sozialgeschichtlich von Bedeutung | 09272297 |
| Weitere Bilder                          | Wohnhaus (Umgebinde), Stützmauer mit schmiedeeiserner Einfriedung | Spitzkunnersdorfer Straße 13 (Karte)        | Im Kern 18. Jahrhundert, mehrfach umgebaut                                                                                          | Wohnhaus als Doppelstubenhaus, baugeschichtlich von Bedeutung, straßenbildprägend | 09272294 |
|                                         | Wohnhaus (Umgebinde) | Spitzkunnersdorfer Straße 14 (Karte)        | 1. Hälfte 19. Jahrhundert | Baugeschichtlich und sozialgeschichtlich von Bedeutung | 09272296 |
|                                         | Wohnhaus (Umgebinde) | Spitzkunnersdorfer Straße 15 (Karte)        | Vermutlich Ende 18. Jahrhundert | Doppelstubenhaus, baugeschichtlich und sozialgeschichtlich von Bedeutung | 09272292 |
|                                         | Wohnhaus (Umgebinde) | Spitzkunnersdorfer Straße 16 (Karte)        | 1. Hälfte 19. Jahrhundert | Doppelstubenhaus, baugeschichtlich und sozialgeschichtlich von Bedeutung | 09272295 |
|                                         | Wohnhaus (Umgebinde) und Scheune einer Faktorei | Spitzkunnersdorfer Straße 18 (Karte)        | Bezeichnet mit 1835 | Doppelstubenhaus, baugeschichtlich, sozialgeschichtlich und wirtschaftsgeschichtlich von Bedeutung | 09272293 |
| Direkt Bild zu diesem Denkmal hochladen | Wohnstallhaus (Umgebinde) | Spitzkunnersdorfer Straße 20 (Karte)        | Ende 18. Jahrhundert | Rest eines ehemaligen Dreiseithofes, baugeschichtlich und sozialgeschichtlich von Bedeutung | 09272291 |
| Weitere Bilder                          | Wohnhaus (Umgebinde) | Teichstraße 1 (Karte)                       | 1. Hälfte 19. Jahrhundert | Doppelstubenhaus, baugeschichtlich und sozialgeschichtlich von Bedeutung | 09272244 |
| Weitere Bilder                          | Wohnhaus (Umgebinde) | Teichstraße 2 (Karte)                       | Vermutlich 1. Hälfte 19. Jahrhundert                                                                                                | Baugeschichtlich und sozialgeschichtlich von Bedeutung | 09272245 |
| Weitere Bilder                          | Wohnhaus (Umgebinde) | Teichstraße 3 (Karte)                       | Etwa um 1800 | Doppelstubenhaus, baugeschichtlich und sozialgeschichtlich von Bedeutung | 09272243 |
|                                         | Wohnhaus (Umgebinde) | Teichstraße 4 (Karte)                       | 18. Jahrhundert | Doppelstubenhaus, alter Ständerbau, später verändert, baugeschichtlich, hausgeschichtlich und sozialgeschichtlich von Bedeutung | 09272246 |
|                                         | Wohnhaus (Umgebinde) | Teichstraße 5 (Karte)                       | 1766 | Doppelstubenhaus, baugeschichtlich und sozialgeschichtlich von Bedeutung | 09272242 |
| Weitere Bilder                          | Wohnhaus | Teichstraße 7 (Karte)                       | 18. Jahrhundert | Ständerbau (ehemals Umgebinde, Obergeschoss Fachwerk), baugeschichtlich und hausgeschichtlich von Bedeutung | 09272241 |
|                                         | Wohnhaus (Umgebinde) | Teichstraße 9 (Karte)                       | Etwa um 1850 | Doppelstubenhaus, baugeschichtlich und sozialgeschichtlich von Bedeutung | 09272240 |
| Weitere Bilder                          | Wohnhaus (Umgebinde) mit einem rückwärtigen Flügel, Faktorei | Teichstraße 12 (Karte)                      | 1. Hälfte 19. Jahrhundert | Doppelstubenhaus, Obergeschoss Fachwerk, einst Teil eines geschlossenen Vierseithofes, baugeschichtlich, sozialgeschichtlich und ortsgeschichtlich von Bedeutung | 09272247 |
|                                         | Wohnhaus (Umgebinde) | Teichstraße 14 (Karte)                      | 1. Hälfte 19. Jahrhundert | Doppelstubenhaus, baugeschichtlich und sozialgeschichtlich von Bedeutung | 09272248 |
|                                         | Wohnhaus (Umgebinde) | Teichstraße 15 (Karte)                      | Etwa 1. Hälfte 19. Jahrhundert | Doppelstubenhaus, baugeschichtlich und sozialgeschichtlich von Bedeutung | 09272239 |
|                                         | Wohnhaus (Umgebinde) | Teichstraße 16 (Karte)                      | Bezeichnet mit 1841 | Doppelstubenhaus, baugeschichtlich und sozialgeschichtlich von Bedeutung | 09272249 |
|                                         | Wohnhaus (Umgebinde) | Teichstraße 18 (Karte)                      | Vermutlich 1. Hälfte 19. Jahrhundert                                                                                                | Doppelstubenhaus, baugeschichtlich und sozialgeschichtlich von Bedeutung | 09272250 |
|                                         | Wohnhaus (Umgebinde) | Teichstraße 19 (Karte)                      | 1. Hälfte 19. Jahrhundert | Doppelstubenhaus, baugeschichtlich und sozialgeschichtlich von Bedeutung | 09272238 |
|                                         | Wohnhaus (Umgebinde) | Teichstraße 20 (Karte)                      | Bezeichnet mit 1809 | Mit Ladeneinbau (Bäckerei), baugeschichtlich von Bedeutung | 09272251 |
|                                         | Wohnhaus (Umgebinde) | Teichstraße 23 (Karte)                      | Etwa um 1800 | Baugeschichtlich und sozialgeschichtlich von Bedeutung | 09272237 |
| Weitere Bilder                          | Wohnhaus mit Seitenflügel und Scheune | Teichstraße 25 (Karte)                      | 1805 (Wohnhaus); bezeichnet mit 1877 (Scheune)                                                                                      | Doppelstubenhaus, baugeschichtlich, sozialgeschichtlich und wirtschaftsgeschichtlich von Bedeutung | 09272236 |
|                                         | Wohnhaus (Umgebinde) | Teichstraße 27 (Karte)                      | Mitte 19. Jahrhundert | Doppelstubenhaus, baugeschichtlich und sozialgeschichtlich von Bedeutung | 09272235 |
| Weitere Bilder                          | Wohnhaus (Umgebinde) mit Ladeneinbau | Theodor-Haebler-Straße 3 (Karte)            | Vermutlich 1. Hälfte 19. Jahrhundert                                                                                                | Baugeschichtlich und sozialgeschichtlich von Bedeutung | 09272366 |
| Weitere Bilder                          | Wohnhaus (Umgebinde) | Theodor-Haebler-Straße 5 (Karte)            | Vermutlich 1840 | Doppelstubenhaus, baugeschichtlich und sozialgeschichtlich von Bedeutung | 09272367 |
| Weitere Bilder                          | Wohnhaus (Umgebinde) | Theodor-Haebler-Straße 6 (Karte)            | Vermutlich Anfang 19. Jahrhundert                                                                                                   | Baugeschichtlich und sozialgeschichtlich von Bedeutung | 09272312 |
| Weitere Bilder                          | Wohnhaus (Umgebinde) | Theodor-Haebler-Straße 7 (Karte)            | Vermutlich um 1850 | Doppelstubenhaus, baugeschichtlich und sozialgeschichtlich von Bedeutung | 09272369 |
| Weitere Bilder                          | Wohnhaus (Umgebinde) | Theodor-Haebler-Straße 8 (Karte)            | Im Kern vermutlich noch 18. Jahrhundert, verändert                                                                                  | Baugeschichtlich und sozialgeschichtlich von Bedeutung | 09272313 |
| Weitere Bilder                          | Wohnhaus (Umgebinde) | Theodor-Haebler-Straße 10 (Karte)           | Bezeichnet mit 1768 | Baugeschichtlich und sozialgeschichtlich von Bedeutung | 09272314 |
| Weitere Bilder                          | Pfarrhaus | Theodor-Haebler-Straße 11 (Karte)           | Um 1850 | Klassizistischer Bau, baugeschichtlich und ortsgeschichtlich von Bedeutung | 09303328 |
| Weitere Bilder                          | Wohnhaus (Umgebinde) | Theodor-Haebler-Straße 13 (Karte)           | Bezeichnet mit 1816 | Baugeschichtlich und sozialgeschichtlich von Bedeutung | 09272377 |
| Weitere Bilder                          | Wohnhaus (Umgebinde), rückwärtiger Flügel und Gang (Fachwerk) zur Kirchstraße 12, Faktorei | Theodor-Haebler-Straße 15 (Karte)           | Um 1760 | Baugeschichtlich, sozialgeschichtlich und wirtschaftsgeschichtlich von Bedeutung | 09272378 |
| Weitere Bilder                          | Wohnhaus (Umgebinde), Faktorei, mit Stützmauer und breiter Treppe zur Straße | Theodor-Haebler-Straße 16 (Karte)           | Bezeichnet mit 1830 | Baugeschichtlich, sozialgeschichtlich und wirtschaftsgeschichtlich von Bedeutung | 09272355 |
| Weitere Bilder                          | Wohnhaus (Umgebinde) | Theodor-Haebler-Straße 17 (Karte)           | Um 1800 | Baugeschichtlich und sozialgeschichtlich von Bedeutung | 09272379 |
| Weitere Bilder                          | Wohnhaus (Umgebinde) mit zwei Seitenflügeln | Theodor-Haebler-Straße 18 (Karte)           | Bezeichnet mit 1819 | Doppelstubenhaus, baugeschichtlich und sozialgeschichtlich von Bedeutung | 09272356 |
| Weitere Bilder                          | Wohnhaus (Umgebinde), mit rückwärtigem Flügel | Theodor-Haebler-Straße 19 (Karte)           | Bezeichnet mit 1819 | Obergeschoss Fachwerk, baugeschichtlich und sozialgeschichtlich von Bedeutung | 09272381 |
| Weitere Bilder                          | Wohnhaus (Umgebinde) | Theodor-Haebler-Straße 20 (Karte)           | Vermutlich um 1800 verändert, im Kern nach Überlieferung älter                                                                      | Doppelstubenhaus, baugeschichtlich und sozialgeschichtlich von Bedeutung | 09272357 |
| Weitere Bilder                          | Wohnhaus (Umgebinde) | Theodor-Haebler-Straße 21 (Karte)           | Vermutlich um 1800 | Doppelstubenhaus, baugeschichtlich und sozialgeschichtlich von Bedeutung | 09272434 |
| Weitere Bilder                          | Wohnhaus, Umgebinde, mit rückwärtiger Schleppe, und Nebengebäude, massiv mit Krüppelwalmdach | Theodor-Haebler-Straße 22 (Karte)           | Vermutlich 1. Hälfte 19. Jahrhundert                                                                                                | Baugeschichtlich und sozialgeschichtlich von Bedeutung | 09272363 |
| Weitere Bilder                          | Wohnhaus (Umgebinde) | Theodor-Haebler-Straße 23 (Karte)           | Bezeichnet mit 1826 | Doppelstubenhaus mit kleinem rückwärtigen Flügel, baugeschichtlich und sozialgeschichtlich von Bedeutung | 09272435 |
| Weitere Bilder                          | Wohnhaus (Umgebinde) | Theodor-Haebler-Straße 24 (Karte)           | Vermutlich 2. Hälfte 19. Jahrhundert                                                                                                | Doppelstubenhaus, baugeschichtlich und sozialgeschichtlich von Bedeutung | 09272362 |
| Weitere Bilder                          | Wohnhaus (Umgebinde) | Theodor-Haebler-Straße 25 (Karte)           | Vermutlich Ende 18. Jahrhundert | Doppelstubenhaus, baugeschichtlich und sozialgeschichtlich von Bedeutung | 09272436 |
| Weitere Bilder                          | Wohnhaus (Umgebinde) | Theodor-Haebler-Straße 26 (Karte)           | Vermutlich 2. Hälfte 18. Jahrhundert                                                                                                | Baugeschichtlich und sozialgeschichtlich von Bedeutung | 09272364 |
| Weitere Bilder                          | Wohnhaus (Umgebinde) | Theodor-Haebler-Straße 28 (Karte)           | Vermutlich 1. Hälfte 19. Jahrhundert                                                                                                | Baugeschichtlich und sozialgeschichtlich von Bedeutung | 09272361 |
| Weitere Bilder                          | Wohnhaus | Theodor-Haebler-Straße 29 (Karte)           | Ende 18. Jahrhundert | Obergeschoss Fachwerk verschiefert, mit Abseite, baugeschichtlicher Wert | 09304606 |
|                                         | Wohnhaus (Umgebinde) | Theodor-Haebler-Straße 30 (Karte)           | Vermutlich 18. Jahrhundert | Baugeschichtlich und sozialgeschichtlich von Bedeutung | 09272360 |
| Weitere Bilder                          | Wohnhaus (Umgebinde) und zwei Nebengebäude (Fachwerk) | Theodor-Haebler-Straße 31 (Karte)           | Bezeichnet mit 1829 | Doppelstubenhaus, baugeschichtlich und sozialgeschichtlich von Bedeutung | 09272442 |
|                                         | Wohnhaus (Umgebinde) | Theodor-Haebler-Straße 32 (Karte)           | Vermutlich 1. Hälfte 19. Jahrhundert                                                                                                | Baugeschichtlich und sozialgeschichtlich von Bedeutung | 09272358 |
| Weitere Bilder                          | Wohnhaus (Umgebinde) | Theodor-Haebler-Straße 33 (Karte)           | Bezeichnet mit 1827 | Doppelstubenhaus, baugeschichtlich und sozialgeschichtlich von Bedeutung | 09272438 |
| Weitere Bilder                          | Wohnhaus (Umgebinde) | Theodor-Haebler-Straße 34 (Karte)           | Um 1800 | Doppelstubenhaus, baugeschichtlich und sozialgeschichtlich von Bedeutung | 09272359 |
| Weitere Bilder                          | Wohnhaus (Umgebinde) | Theodor-Haebler-Straße 35 (Karte)           | 1. Hälfte 19. Jahrhundert | Doppelstubenhaus, baugeschichtlich und sozialgeschichtlich von Bedeutung | 09272439 |
| Weitere Bilder                          | Wohnhaus (Umgebinde) | Theodor-Haebler-Straße 36 (Karte)           | Vermutlich 18. Jahrhundert | Doppelstubenhaus, baugeschichtlich und sozialgeschichtlich von Bedeutung | 09272365 |
| Weitere Bilder                          | Wohnhaus (Umgebinde) | Theodor-Haebler-Straße 37 (Karte)           | Vermutlich 2. Hälfte 18. Jahrhundert                                                                                                | Doppelstubenhaus, baugeschichtlich und sozialgeschichtlich von Bedeutung | 09272440 |
| Weitere Bilder                          | Wohnhaus (Umgebinde) | Theodor-Haebler-Straße 38 (Karte)           | Im Kern 1. Hälfte 19. Jahrhundert                                                                                                   | Doppelstubenhaus, baugeschichtlich und sozialgeschichtlich von Bedeutung | 09272368 |
| Weitere Bilder                          | Wohnhaus (Umgebinde) | Theodor-Haebler-Straße 39 (Karte)           | Bezeichnet mit 1803 | Doppelstubenhaus, baugeschichtlich und sozialgeschichtlich von Bedeutung | 09272441 |
| Weitere Bilder                          | Evangelische Pfarrkirche und Kirchhof Großschönau (Sachgesamtheit) | Theodor-Haebler-Straße 40 (Karte)           | 18./19. Jahrhundert | Sachgesamtheit Kirche und Kirchhof Großschönau, mit folgenden Einzeldenkmalen: Kirche, 16 Grabmale, darunter die Schenau-Säule, fünf Grabanlagen, ein Grufthaus, Soldatengräber für Gefallene des Ersten und Zweiten Weltkrieges und Einfriedungsmauer (siehe Einzeldenkmalliste unter gleicher Anschrift Obj. 09272625) sowie der Kirchhof als Sachgesamtheitsteil; baugeschichtlich, künstlerisch und ortsgeschichtlich von Bedeutung | 09303292 |
| Weitere Bilder                          | Kirche, 16 Grabmale, darunter die Schenau-Säule, fünf Grabanlagen, ein Grufthaus, Soldatengräber für Gefallene des Ersten und Zweiten Weltkrieges sowie Einfriedungsmauer (Einzeldenkmal zu ID-Nr. 09303292) | Theodor-Haebler-Straße 40 (Karte)           | 1703 (Kirche); 2. Hälfte 19. Jahrhundert (Grabanlage); 17./18./19. Jahrhundert (Grabmal); Mitte 19. Jahrhundert (Grufthaus Haebler) | Einzeldenkmale der Sachgesamtheit Evangelische Pfarrkirche und Kirchhof Großschönau; baugeschichtlich, künstlerisch und ortsgeschichtlich von Bedeutung | 09272625 |
| Weitere Bilder                          | Wohnhaus (Umgebinde) | Theodor-Haebler-Straße 42 (Karte)           | Ende 18. Jahrhundert | Baugeschichtlich und sozialgeschichtlich von Bedeutung | 09272380 |
| Weitere Bilder                          | Wohnhaus (Umgebinde) | Theodor-Haebler-Straße 43 (Karte)           | Vermutlich frühes 19. Jahrhundert                                                                                                   | Doppelstubenhaus, baugeschichtlich und sozialgeschichtlich von Bedeutung | 09272447 |
|                                         | Wohnhaus (Umgebinde) | Theodor-Haebler-Straße 44 (Karte)           | Vermutlich um 1800 | Doppelstubenhaus, baugeschichtlich und sozialgeschichtlich von Bedeutung | 09272437 |
| Weitere Bilder                          | Wohnhaus (Umgebinde) | Theodor-Haebler-Straße 45 (Karte)           | Vermutlich 1. Hälfte 19. Jahrhundert                                                                                                | Baugeschichtlich und sozialgeschichtlich von Bedeutung | 09272446 |
| Weitere Bilder                          | Wohnhaus (Obergeschoss Fachwerk) mit massivem Wohnhausanbau mit Laden | Theodor-Haebler-Straße 46 (Karte)           | Um 1800 | Laden mit Schrift „Louis Unger“, baugeschichtlich von Bedeutung | 09303329 |
| Weitere Bilder                          | Wohnhaus (Umgebinde) | Theodor-Haebler-Straße 47 (Karte)           | Vermutlich um 1800 | Doppelstubenhaus, baugeschichtlich und sozialgeschichtlich von Bedeutung | 09272448 |
| Weitere Bilder                          | Wohnhaus (Umgebinde) | Theodor-Haebler-Straße 48 (Karte)           | Vermutlich 1. Hälfte 19. Jahrhundert                                                                                                | Doppelstubenhaus, baugeschichtlich und sozialgeschichtlich von Bedeutung | 09272443 |
| Weitere Bilder                          | Wohnhaus (Umgebinde) mit historischem Ladeneinbau und zwei Seitenflügeln | Theodor-Haebler-Straße 49 (Karte)           | Vermutlich frühes 19. Jahrhundert                                                                                                   | Doppelstubenhaus, baugeschichtlich und hausgeschichtlich von Bedeutung | 09272450 |
| Weitere Bilder                          | Wohnhaus (Umgebinde) | Theodor-Haebler-Straße 54 (Karte)           | Etwa um 1850, im Kern wohl älter | Baugeschichtlich und hausgeschichtlich von Bedeutung | 09272444 |
|                                         | Wohnhaus (ehemaliges Umgebindehaus) | Theodor-Haebler-Straße 55 (Karte)           | Vermutlich um 1800 | Baugeschichtlich und hausgeschichtlich von Bedeutung | 09272452 |
| Weitere Bilder                          | Wohnhaus (Umgebinde) | Theodor-Haebler-Straße 60 (Karte)           | Vermutlich noch 18. Jahrhundert | Doppelstubenhaus, baugeschichtlich und sozialgeschichtlich von Bedeutung | 09272451 |
| Weitere Bilder                          | Wohnhaus (Umgebinde) | Theodor-Haebler-Straße 62 (Karte)           | 1. Hälfte 19. Jahrhundert | Doppelstubenhaus, baugeschichtlich und sozialgeschichtlich von Bedeutung | 09272453 |
| Weitere Bilder                          | Wohnhaus (Umgebinde) mit Einfriedung und Toreinfahrt, Faktorei | Theodor-Haebler-Straße 66 (Karte)           | Um 1820 | Doppelstubenhaus, baugeschichtlich, sozialgeschichtlich und wirtschaftsgeschichtlich von Bedeutung | 09272454 |
| Weitere Bilder                          | Wohnhaus und Nebengebäude (beides Umgebinde), Faktorei | Theodor-Haebler-Straße 70, 70a (Karte)      | Bezeichnet mit 1835 | Wohnhaus mit Doppelstube, baugeschichtlich, sozialgeschichtlich und wirtschaftsgeschichtlich von Bedeutung | 09272455 |
| Weitere Bilder                          | Hof mit Wohnhaus (Umgebinde), Nebengebäude und Scheune, Faktorei | Theodor-Haebler-Straße 72 (Karte)           | 1848 | Doppelstubenhaus, baugeschichtlich, sozialgeschichtlich und wirtschaftsgeschichtlich von Bedeutung | 09272456 |
|                                         | Wohnhaus (Umgebinde) | Uferweg 1 (Karte)                           | Vermutlich 2. Hälfte 18. Jahrhundert                                                                                                | Baugeschichtlich und sozialgeschichtlich von Bedeutung | 09272508 |
|                                         | Wohnhaus (Umgebinde) | Uferweg 2 (Karte)                           | 2. Hälfte 19. Jahrhundert | Baugeschichtlich und sozialgeschichtlich von Bedeutung | 09272514 |
| Weitere Bilder                          | Wohnhaus (Umgebinde) | Uferweg 3 (Karte)                           | Etwa um 1800 | Doppelstubenhaus, baugeschichtlich und sozialgeschichtlich von Bedeutung | 09272513 |
| Direkt Bild zu diesem Denkmal hochladen | Wohnhaus (Umgebinde) | Uferweg 4 (Karte)                           | 18. Jahrhundert | Baugeschichtlich und sozialgeschichtlich von Bedeutung | 09272515 |
| Direkt Bild zu diesem Denkmal hochladen | Wohnhaus (Umgebinde) | Uferweg 5 (Karte)                           | Im Kern vermutlich 19. Jahrhundert                                                                                                  | Baugeschichtlich und sozialgeschichtlich von Bedeutung | 09272516 |
| Weitere Bilder                          | Wohnhaus (Umgebinde) | Uferweg 8 (Karte)                           | Vermutlich noch 18. Jahrhundert | Eingeschossiges Doppelstubenhaus, baugeschichtlich und sozialgeschichtlich von Bedeutung | 09272517 |
| Weitere Bilder                          | Obere Mühle mit allen Bestandteilen | Waltersdorfer Straße 1 (Karte)              | 1573 | Dabei das Wohnhaus als Umgebinde-Doppelstubenhaus, die massiven Bauteile, der gemauerte Mühlgraben von der Lausur, die Hofeinfahrt mit den Pfeilern, baugeschichtlich und wirtschaftsgeschichtlich von Bedeutung | 09272603 |
| Weitere Bilder                          | Zwei im rechten Winkel verbundene Fabrikbauten und der Turm für die Garnbleiche, die sogenannte „Hänge“ | Waltersdorfer Straße 2 (Karte)              | 1. Hälfte 19. Jahrhundert (Bleiche); um 1860 (Fabrikgebäude)                                                                        | Wäntigsche Fabrik, Weberei, Bleich- und Appreturanstalt, zuletzt VEB Frottana, industriegeschichtlich und ortsgeschichtlich von Bedeutung | 09272621 |
| Weitere Bilder                          | Wohnhaus (Umgebinde) | Waltersdorfer Straße 5 (Karte)              | Vermutlich um 1800 | Baugeschichtlich und sozialgeschichtlich von Bedeutung | 09272604 |
|                                         | Wohnhaus (Umgebinde) | Waltersdorfer Straße 7 (Karte)              | Vermutlich nach 1850 | Baugeschichtlich und sozialgeschichtlich von Bedeutung | 09272605 |
| Weitere Bilder                          | Wohnhaus (Umgebinde) | Waltersdorfer Straße 15 (Karte)             | Vermutlich 1. Hälfte 19. Jahrhundert                                                                                                | Doppelstubenhaus, baugeschichtlich und sozialgeschichtlich von Bedeutung | 09272606 |
| Weitere Bilder                          | Wohnhaus (Umgebinde) | Waltersdorfer Straße 17 (Karte)             | Vermutlich Ende 18. Jahrhundert | Eingeschossiges Doppelstubenhaus, baugeschichtlich und sozialgeschichtlich von Bedeutung | 09272607 |
| Direkt Bild zu diesem Denkmal hochladen | Wohnhaus (Umgebinde) | Waltersdorfer Straße 25 (Karte)             | 18. Jahrhundert | Eingeschossig, baugeschichtlich und sozialgeschichtlich von Bedeutung | 09272608 |
|                                         | Wohnhaus (Umgebinde) | Waltersdorfer Straße 37 (Karte)             | Vermutlich 18. Jahrhundert | Eingeschossiges Doppelstubenhaus, baugeschichtlich und sozialgeschichtlich von Bedeutung | 09272609 |
|                                         | Wohnhaus (Umgebinde) | Waltersdorfer Straße 39 (Karte)             | Ende 18. Jahrhundert | Eingeschossig, rückwärtiger Anbau kein Denkmal, baugeschichtlich und sozialgeschichtlich von Bedeutung | 09272610 |
| Weitere Bilder                          | Webschule | Waltersdorfer Straße 48 (Karte)             | Um 1900 (Fabrikgebäude); 1930er Jahre (Sheddachhalle)                                                                               | Textilfabrik mit allen Bauten, dabei die beiden je zweigeschossigen Hauptbauten, der flache Bau entlang der Neuschönauer Straße und die große Sheddachhalle | 09303515 |
|                                         | Wohnhaus (Umgebinde) | Waltersdorfer Straße 55 (Karte)             | Vermutlich 1. Hälfte 19. Jahrhundert                                                                                                | Baugeschichtlich und sozialgeschichtlich von Bedeutung | 09272611 |
| Weitere Bilder                          | Wohnhaus (Umgebinde) | Waltersdorfer Straße 63 (Karte)             | 1. Hälfte 19. Jahrhundert | Eingeschossiges Doppelstubenhaus, baugeschichtlich und sozialgeschichtlich von Bedeutung | 09272613 |
| Weitere Bilder                          | Wohnhaus (Umgebinde) | Waltersdorfer Straße 65 (Karte)             | 1. Hälfte 19. Jahrhundert | Baugeschichtlich und sozialgeschichtlich von Bedeutung | 09272614 |
| Weitere Bilder                          | Wohnhaus (Umgebinde) | Waltersdorfer Straße 69 (Karte)             | 2. Hälfte 18. Jahrhundert | Eingeschossig, baugeschichtlich und sozialgeschichtlich von Bedeutung | 09272664 |
| Weitere Bilder                          | Wohnhaus (Umgebinde) | Waltersdorfer Straße 75 (Karte)             | 2. Hälfte 18. Jahrhundert | Eingeschossiges Doppelstubenhaus, baugeschichtlich und sozialgeschichtlich von Bedeutung | 09272665 |
|                                         | Wohnhaus (Umgebinde) | Waltersdorfer Straße 115 (Karte)            | 2. Hälfte 18. Jahrhundert | Eingeschossig, baugeschichtlich und sozialgeschichtlich von Bedeutung | 09272666 |
| Weitere Bilder                          | Wohnhaus (Umgebinde) | Waltersdorfer Straße 117 (Karte)            | 2. Hälfte 18. Jahrhundert | Baugeschichtlich und sozialgeschichtlich von Bedeutung | 09272667 |
|                                         | Wohnhaus (Umgebinde) | Waltersdorfer Straße 121 (Karte)            | 2. Hälfte 18. Jahrhundert | Eingeschossig, baugeschichtlich und sozialgeschichtlich von Bedeutung | 09272668 |
| Weitere Bilder                          | Wohnhaus (Umgebinde) | Waltersdorfer Straße 123 (Karte)            | 2. Hälfte 18. Jahrhundert | Eingeschossiges Doppelstubenhaus, rückwärtiger Flügel kein Denkmal, baugeschichtlich und sozialgeschichtlich von Bedeutung | 09272669 |
|                                         | Wohnhaus (Umgebinde) | Waltersdorfer Straße 131 (Karte)            | 2. Hälfte 18. Jahrhundert | Eingeschossiges Doppelstubenhaus, baugeschichtlich und sozialgeschichtlich von Bedeutung | 09272670 |
|                                         | Wohnhaus (Umgebinde) | Waltersdorfer Straße 135 (Karte)            | 2. Hälfte 18. Jahrhundert | Eingeschossig, baugeschichtlich und sozialgeschichtlich von Bedeutung | 09272671 |
| Weitere Bilder                          | Wohnhaus (Umgebinde) | Waltersdorfer Straße 153 (Karte)            | Mitte 19. Jahrhundert | Baugeschichtlich und sozialgeschichtlich von Bedeutung | 09272672 |
| Direkt Bild zu diesem Denkmal hochladen | Wohnhaus (Umgebinde) | Wiesenweg 1 (Neuschönau) (Karte)            | 2. Hälfte 19. Jahrhundert | Baugeschichtlich und sozialgeschichtlich von Bedeutung | 09272684 |
| Direkt Bild zu diesem Denkmal hochladen | Wohnhaus (Umgebinde) | Wiesenweg 5 (Neuschönau) (Karte)            | Um 1800 | Eingeschossiges Doppelstubenhaus, baugeschichtlich und sozialgeschichtlich von Bedeutung | 09272683 |
|                                         | Wohnhaus (Umgebinde) | Wiesenweg 9 (Neuschönau) (Karte)            | Vermutlich frühes 19. Jahrhundert                                                                                                   | Baugeschichtlich und sozialgeschichtlich von Bedeutung | 09272682 |
| Weitere Bilder                          | Wohnhaus (Umgebinde) | Wiesenweg 11 (Neuschönau) (Karte)           | Vermutlich um 1800 | Eingeschossiges Doppelstubenhaus, baugeschichtlich und sozialgeschichtlich von Bedeutung | 09272681 |
|                                         | Wohnhaus (Umgebinde) | Wiesenweg 13 (Neuschönau) (Karte)           | Vermutlich um 1800 | Eingeschossig, baugeschichtlich und sozialgeschichtlich von Bedeutung | 09272680 |
|                                         | Wohnhaus (Umgebinde) | Wiesenweg 15 (Neuschönau) (Karte)           | Vermutlich um 1800 | Eingeschossig, baugeschichtlich und sozialgeschichtlich von Bedeutung | 09272679 |
| Weitere Bilder                          | Wohnhaus | Ziegelstraße 9 (Karte)                      | 1. Hälfte 19. Jahrhundert | Bestandteil eines großen Bauernhofes, Bruchstein, baugeschichtlich von Bedeutung | 09272656 |
|                                         | Wohnhaus (Umgebinde) | Zollgasse 1 (Karte)                         | Um 1800 | Baugeschichtlich und sozialgeschichtlich von Bedeutung | 09272202 |

## Streichungen von der Denkmalliste
| Bild                                    | Bezeichnung                        | Lage                               | Datierung                 | Beschreibung | ID       |
| --------------------------------------- | ---------------------------------- | ---------------------------------- | ------------------------- | --- | -------- |
| Direkt Bild zu diesem Denkmal hochladen | Wohnhaus (Umgebinde)               | Obere Mandaustraße 4 (Karte)       | Um 1840                   | Baugeschichtlich und sozialgeschichtlich von Bedeutung; zwischen 2010 und 2013 abgerissen | 09272223 |
| Weitere Bilder                          | Wohnhaus (Umgebinde)               | Obere Mandaustraße 10 (Karte)      | Um 1800                   | Doppelstubenhaus, bau- und sozialgeschichtlich von Bedeutung. Zwischen 2020 und 2024 abgerissen. | 09272217 |
| Direkt Bild zu diesem Denkmal hochladen | Goldschläger-Denkmal und Sonnenuhr | Richard-Goldberg-Straße 10 (Karte) | Bezeichnet mit 1968 (Uhr) | Sonnenuhr im Garten des Hauses, „Goldschläger“-Denkmal auf ehemaligem Goldschlägerstein aus der Nachbarschaft, handwerklich-künstlerisch und ortsgeschichtlich von Bedeutung. Zwischen 2017 und 2024 aus der Denkmalliste gestrichen. | 09272285 |

## Tabellenlegende
- Bild: Bild des Kulturdenkmals, ggf. zusätzlich mit einem Link zu weiteren Fotos des Kulturdenkmals im Medienarchiv Wikimedia Commons. Wenn man auf das Kamerasymbol klickt, können Fotos zu Kulturdenkmalen aus dieser Liste hochgeladen werden:
- Bezeichnung: Denkmalgeschützte Objekte und ggf. Bauwerksname des Kulturdenkmals
- Lage: Straßenname und Hausnummer oder Flurstücknummer des Kulturdenkmals. Die Grundsortierung der Liste erfolgt nach dieser Adresse. Der Link (Karte) führt zu verschiedenen Kartendiensten mit der Position des Kulturdenkmals. Fehlt dieser Link, wurden die Koordinaten noch nicht eingetragen. Sind diese bekannt, können sie über ein Tool mit einer Kartenansicht einfach nachgetragen werden. In dieser Kartenansicht sind Kulturdenkmale ohne Koordinaten mit einem roten bzw. orangen Marker dargestellt und können durch Verschieben auf die richtige Position in der Karte mit Koordinaten versehen werden. Kulturdenkmale ohne Bild sind an einem blauen bzw. roten Marker erkennbar.
- Datierung: Baubeginn, Fertigstellung, Datum der Erstnennung oder grobe zeitliche Einordnung entsprechend des Eintrags in der sächsischen Denkmaldatenbank
- Beschreibung: Kurzcharakteristik des Kulturdenkmals entsprechend des Eintrags in der sächsischen Denkmaldatenbank, ggf. ergänzt durch die dort nur selten veröffentlichten Erfassungstexte oder zusätzliche Informationen
- ID: Vom Landesamt für Denkmalpflege Sachsen vergebene, das Kulturdenkmal eindeutig identifizierende Objekt-Nummer. Der Link führt zum PDF-Denkmaldokument des Landesamtes für Denkmalpflege Sachsen. Bei ehemaligen Kulturdenkmalen können die Objektnummern unbekannt sein und deshalb fehlen bzw. die Links von aus der Datenbank entfernten Objektnummern ins Leere führen. Ein ggf. vorhandenes Icon  führt zu den Angaben des Kulturdenkmals bei Wikidata.